# بطولة آسيا للجودو 1966
بطولة آسيا للجودو 1966 (بالإنجليزية: 1966 Asian Judo Championships) أُقيمت في مانيلا، الفلبين.

## نظرة عامة على الميداليات

### منافسات الرجال
| الحدث              | الذهبية               | الفضية             | البرونزية                  |
| ------------------ | --------------------- | ------------------ | -------------------------- |
| وزن خفيف (68 كجم)  | يوجيرو ياماساكي (JPN) | آن جونغ هوان (KOR) | Chang (ROC)                |
| وزن خفيف (68 كجم)  | يوجيرو ياماساكي (JPN) | آن جونغ هوان (KOR) | Chang (ROC)                |
| وزن متوسط (80 كجم) | شينوبو سيكيني (JPN)   | يون بوك كيون (KOR) | هنري روث (لاعب جودو) (MAS) |
| وزن متوسط (80 كجم) | شينوبو سيكيني (JPN)   | يون بوك كيون (KOR) | Chang (ROC)                |
| وزن ثقيل (+80 كجم) | نوبويكي ماجيما (JPN)  | Osamu Sato (JPN)   | شين سوك كي (KOR)           |
| وزن ثقيل (+80 كجم) | نوبويكي ماجيما (JPN)  | Osamu Sato (JPN)   | بولس برانانتو (INA)        |
| الوزن المفتوح      | نوبويكي ماجيما (JPN)  | Osamu Sato (JPN)   | شينوبو سيكيني (JPN)        |
| الوزن المفتوح      | نوبويكي ماجيما (JPN)  | Osamu Sato (JPN)   | يون بوك كيون (KOR)         |

المصدر:

### جدول الميداليات
*   البلد المضيف (مضيف)
| المرتبة | فريق           | ذهبية | فضية | برونزية | المجموع |
| ------- | -------------- | ----- | ---- | ------- | ------- |
| 1       | اليابان        | 4     | 2    | 1       | 7       |
| 2       | كوريا الجنوبية | 0     | 2    | 2       | 4       |
| 3       | جمهورية الصين  | 0     | 0    | 3       | 3       |
| 4       | ماليزيا        | 0     | 0    | 1       | 1       |
| 4       | إندونيسيا      | 0     | 0    | 1       | 1       |
| المجموع | المجموع        | 4     | 4    | 8       | 16      |

## وصلات خارجية
- قناة جودو بواسطة شركة توكن
- بطولة آسيا للجودو 1966 في موقع JudoInside.com